# La Nena Wapa Wapa
Raquel Ruiz (Valencia, 1977), también conocida como La Nena o La Nena Wapa Wapa, es una artista urbana española.
Se licenció en Bellas Artes por la Universidad Politécnica de Valencia en 2004. Comenzó a pintar en 2002. En 2009 fundó un grupo femenino de arte urbano, Fatal Maris, de corta duración. A partir de 2010 empezó a trabajar con plantillas, especializándose en esta técnica.
Define su estilo como retro y victoriano, con pinceladas surrealistas, y suele hacer las composiciones en blanco y negro. Destaca su trazo definido, la simplicidad armoniosa y la perfección de los acabados. Entre las temáticas, suele tratar el concepto de feminidad, e intenta que las obras sean abiertas para que quien las ve extraiga sus propias conclusiones.

## Galería

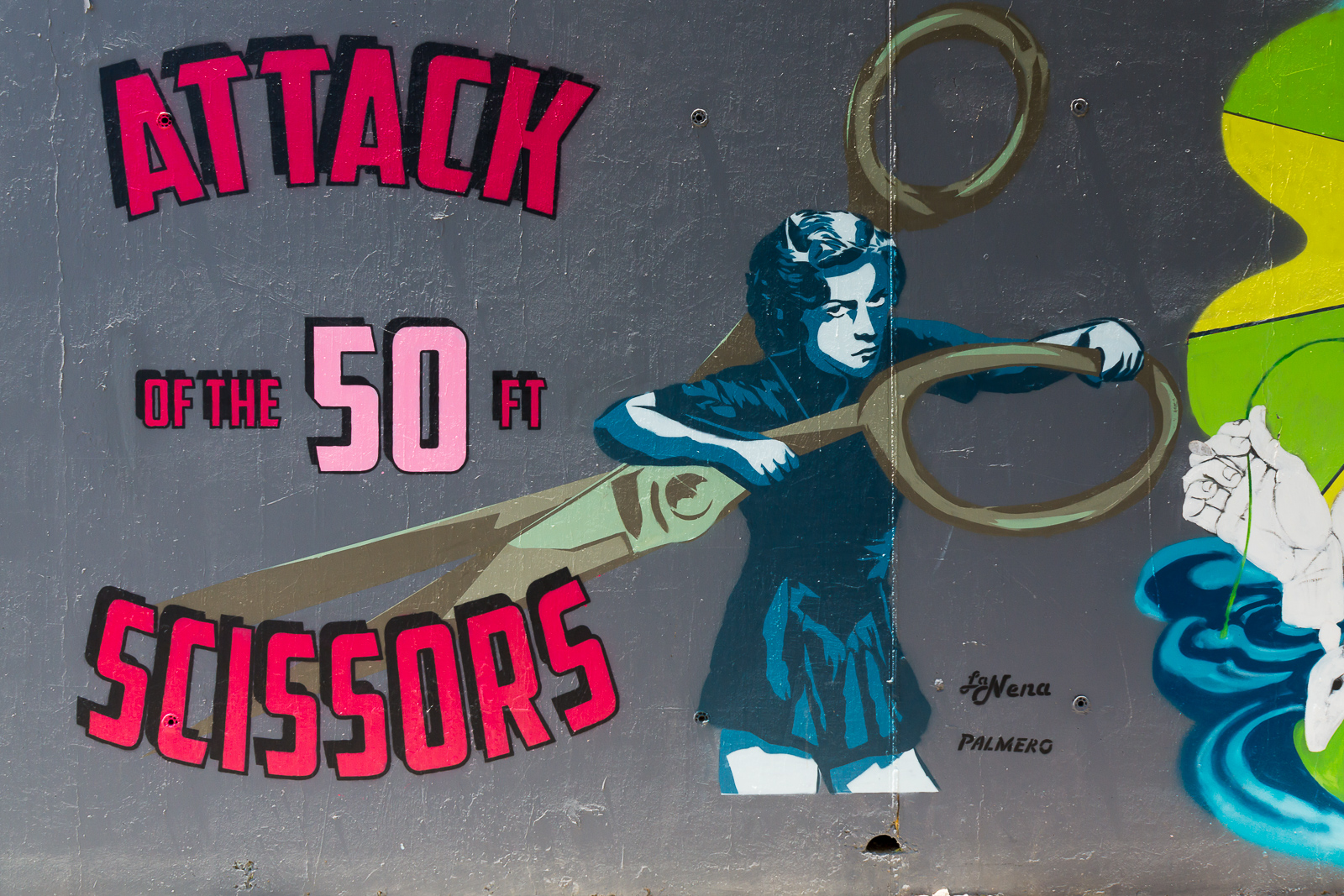
Mural en Mislata, 2015.
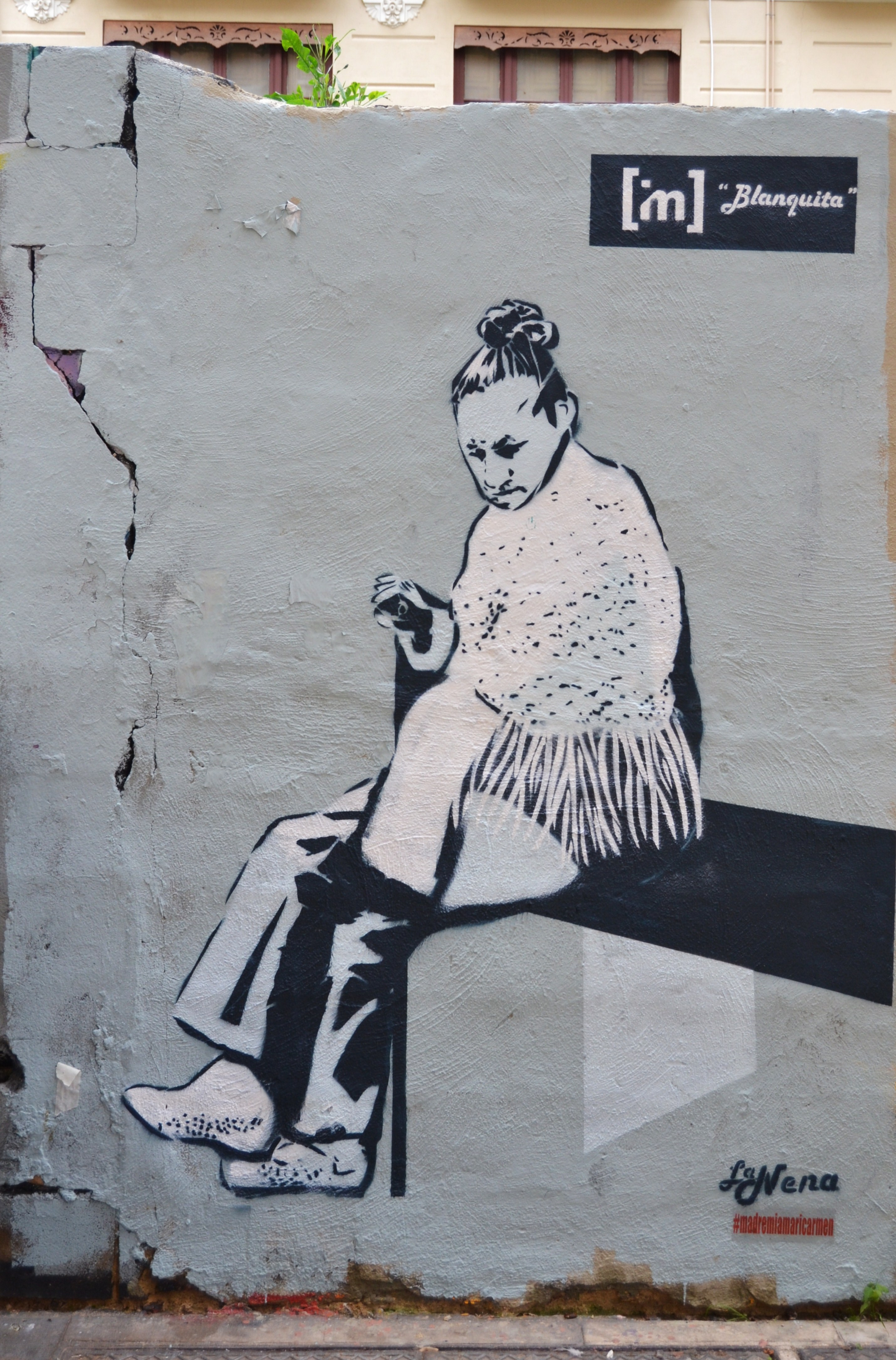
Mural dedicado a Blanquita, del festival Intramurs.
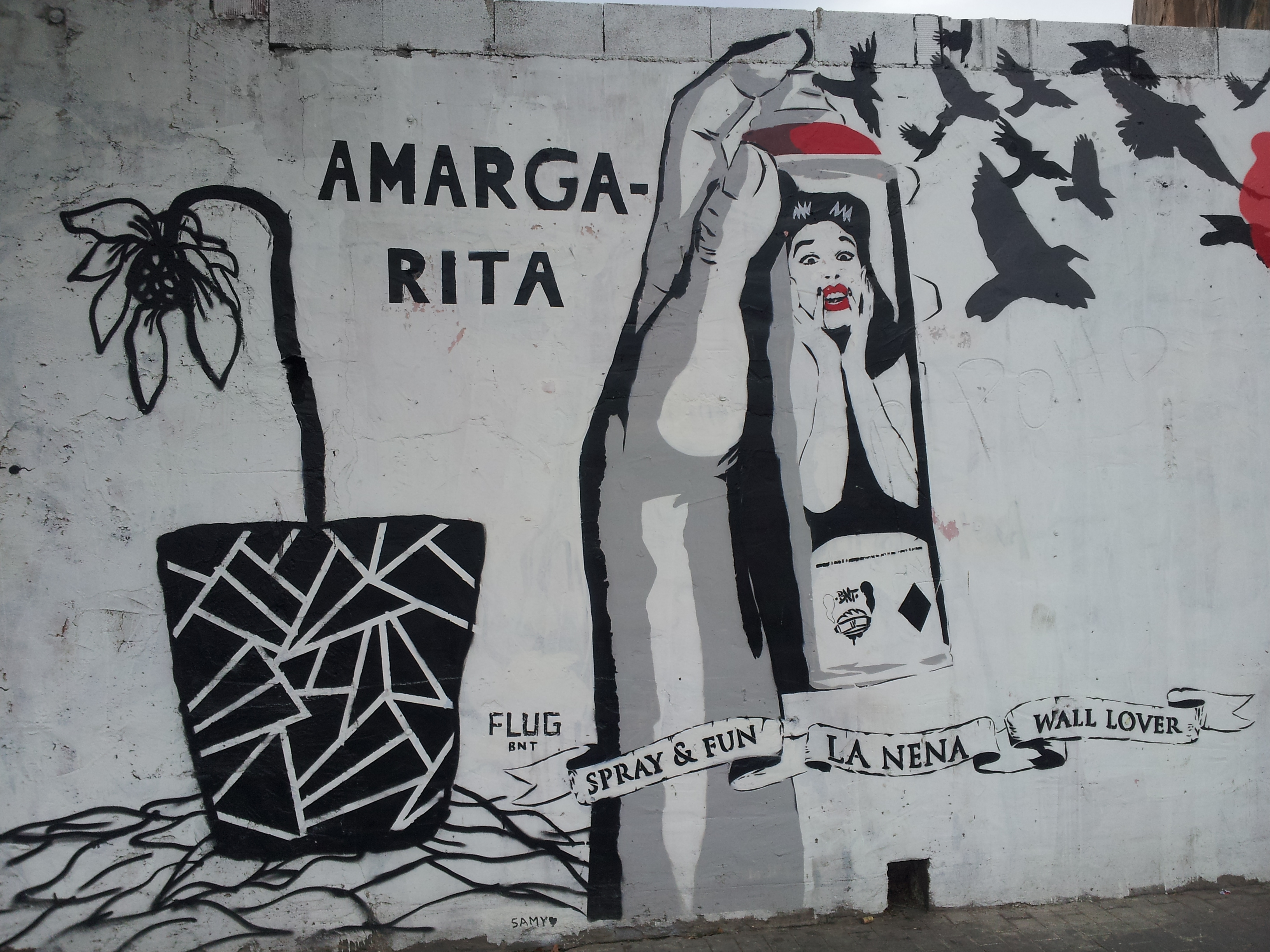
Mural en la Calle de Guillem de Castro, 2015.
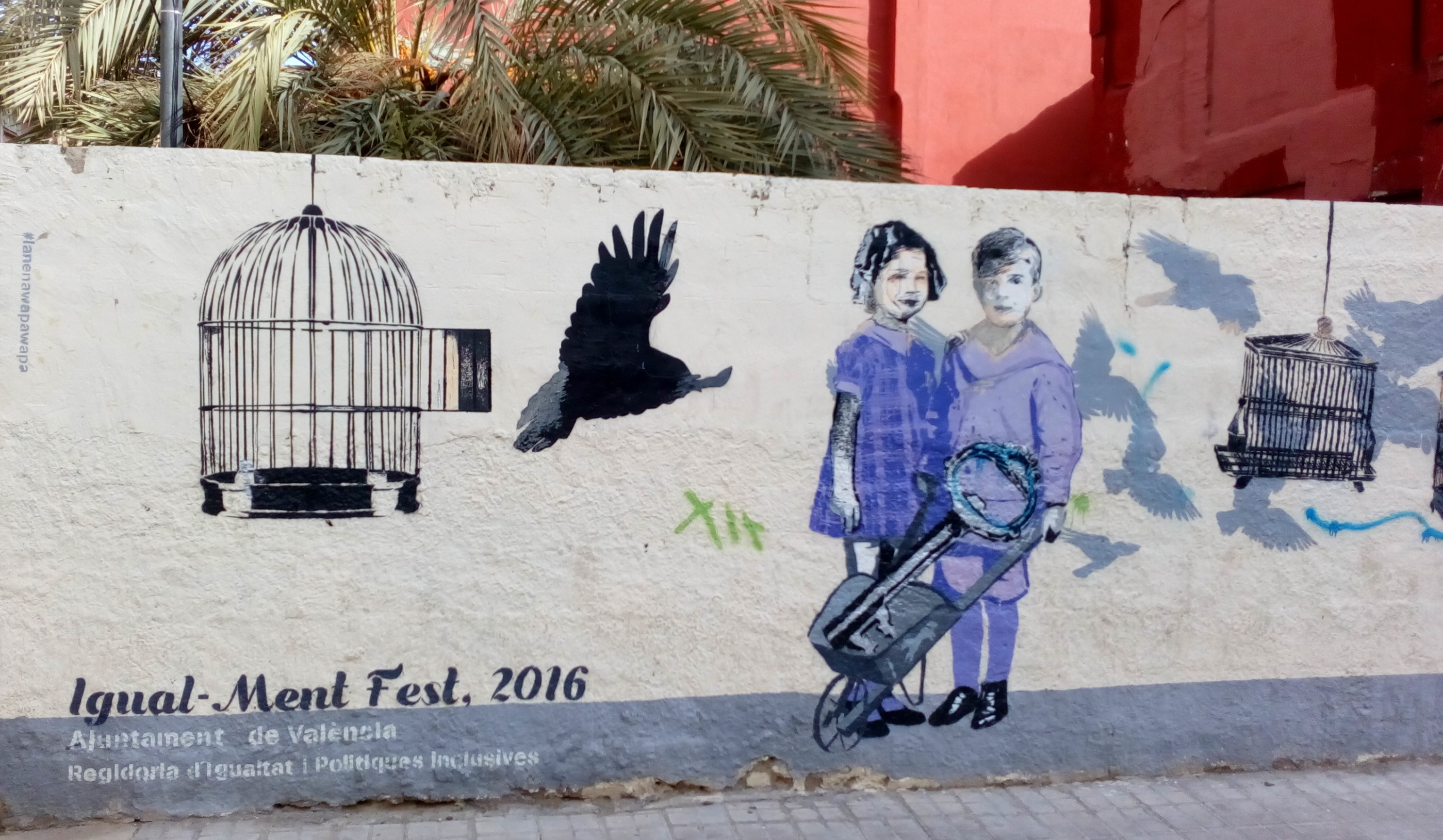
Igual-ment fest, en el Barrio del Cabañal, 2016.